# Sportteam
Sportteam Competición fue un equipo de automovilismo creado en Argentina en 2003. Fue una de las estructuras más populares de la especialidad, teniendo en cuenta que tuvo participación en las diferentes categorías a nivel nacional. Debutó en el 2003 en el Turismo Competición 2000, donde obtuvo el subcampeonato de equipos en 2005, y a partir de ese entonces comenzó a ganar popularidad, proyectándose hacia otras categorías como el Turismo Carretera o el Top Race. Estaba dirigida por su fundador Sergio Polze y tiene participación en el Súper TC 2000 y en el Top Race, donde obtuvo su primer título importante al ganar la Copa América 2010, de la mano de su piloto Guido Falaschi. Dentro de esta categoría, el equipo ostenta el récord de haber obtenido siete títulos de manera consecutiva gracias a los pilotos Guido Falaschi (CA 2010), Agustín Canapino (Clausura 2010 - 2014) y Matías Rodríguez (2015). A su vez, tiene también un título dentro de la divisional Top Race Series, al haber conquistado el campeonato 2014 de la mano de Lucas Ariel Guerra, mientras que por otra parte, complementa su palmarés con el título obtenido en la categoría TC 2000 de la mano de Facundo Della Motta, en la misma temporada.

## Historia
Creada en el año 2003, esta escudería debutó en el TC 2000 poniendo en pista tres modelos de Mitsubishi Lancer, los cuales fueron manejados por Esteban Tuero, Laureano Campanera y Gabriel Adamoli. Los resultados del proyecto no fueron lo suficientemente auspiciosos, por lo que se decidieron cambios para el año siguiente.
En 2004, la escudería impulsó el cambio de marca al poner en pista modelos de Volkswagen Bora, los cuales fueron confiados a “Rex” y Campanera. Nuevamente los resultados no acompañaron, aunque en este caso, el equipo llegó a tener un pequeño protagonismo al convertirse en el primer representante fuerte de la marca, a pesar de que nunca contó con apoyo oficial.
En 2005 y siempre manteniendo al Bora en pista, el equipo se reformuló con la contratación de los pilotos Emiliano Spataro y Leandro Carducci. Este año, el equipo fue toda una sorpresa, teniendo a Emiliano Spataro como protagonista excluyente y destacando todo el potencial de la escudería , que logró superar a equipos que contaban con apoyo oficial. Tres triunfos en ese año, acercaron a Spataro a la punta del campeonato que finalmente relegara en manos de los pilotos oficiales de Ford Argentina. Sin lugar a dudas, ese fue el mejor año de la escudería en el Turismo Competición, hasta ese entonces.
En 2006, la avanzada de los equipos oficiales dejó al Sportteam sin chances de defender aquel subcampeonato y sin posibilidades de pelear por la corona, lo cual significó una gran merma en el rendimiento del mismo. Finalmente, 2007 sería el último del grupo en el TC 2000, ya sin Spataro que había firmado contrato con el equipo oficial de la filial nacional Renault, pero con grandes pilotos que compartieron sus butacas, entre ellos Patricio Di Palma y Esteban Tuero.
En 2008, el Sport Team decidió incursionar en el Turismo Carretera. Para ello, se presenta como asesor de dos escuderías, siendo ellas el Mar y Sierras Competición, que en ese entonces contaba con Gabriel Ponce de León, y el CRG Competición, con Gastón Mazzacane a la cabeza. Los resultados obtenidos por Ponce, llevaron al equipo a mantener su contrato con Mar y Sierras. 

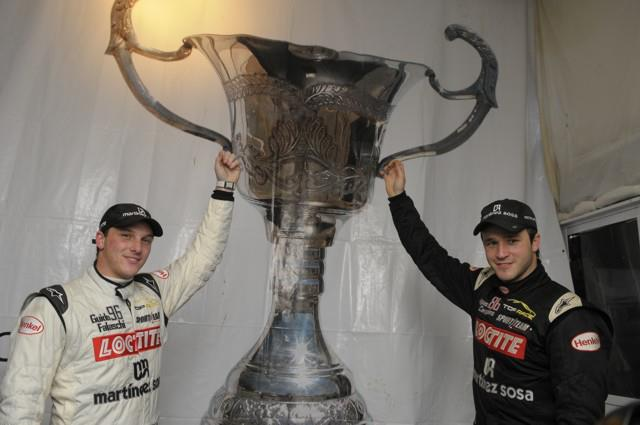
Guido Falaschi y Agustín Canapino, los dominadores de la temporada 2010 de TRV6.

Este mismo año, la estructura desembarcó en el Top Race, poniendo en pista unidades Mercedes-Benz Clase C y Ford Mondeo II. Sus primeros pilotos fueron Christian Ledesma, Sebastian Diruscio y Leandro Carducci (este último manejó el Ford, mientras que los otros compitieron con Mercedes-Benz). Sobre el final del campeonato, Diruscio abandona el team y su lugar es ocupado por Agustín Canapino.
En el año 2009, la escudería presentó una nueva alineación, con la confirmación de Canapino y los ingresos de Gastón Mazzacane y José María López, los tres con sendas unidades Mercedes-Benz. Sin embargo, por desavenencias con el equipo, López abandonó el equipo y su lugar fue ocupado sucesivamente por José Luis Di Palma primero y por Leonel Pernía después. Para la décima fecha, el equipo presenta una nueva unidad en su alineación, al confiarle a Mazzacane un nuevo Ford Mondeo III.
En el año 2010 se suceden los primeros éxitos del ST. A la contratación de Guido Falaschi, se le suma la obtención del primer campeonato, al ganar la Copa América 2010, teniendo a sus pilotos (Falaschi y Canapino), definiendo entre ellos la corona. Ese mismo año, el equipo incursiona en el TC Pista, poniendo un Chevrolet Chevy para el piloto Martín Serrano. Los resultados fueron muy auspiciosos, finalizando este piloto en el cuarto lugar general y disputando los play-off para definir al campeón. En tanto, en el segundo semestre del año, en el Top Race la escudería ejercería un amplio dominio, al vencer en cinco de las seis primeras fechas del a Temporada 2010-2011, con Agustín Canapino a la cabeza. Ese año, se sumaron a la escudería los pilotos Martín Serrano y Julián Falivene, subcampeón de Top Race Junior.

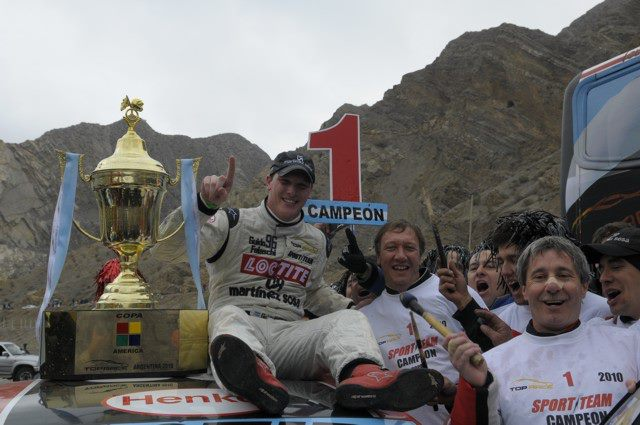
Consagración de Guido Falaschi como campeón de la Copa América 2010 de Top Race V6.

Para el año 2011, además de confirmarse las participaciones del equipo en el Top Race y en el TC Pista, Sportteam llegó a un acuerdo con la firma Renault Argentina, para regresar al TC 2000 con un equipo semioficial, llevando como pilotos a Guido Falaschi y Martín Serrano a bordo de dos Renault Fluence. Falaschi lograría su única victoria en la categoría de la mano de esta estructura. Asimismo, Canapino obtuvo su segundo título de Top Race V6.
2012 representó un importante salto para el Sportteam, que fue confirmado como el responsable de traer de vuelta a Honda Argentina a la categoría de forma oficial, ahora llamada Súper TC 2000, cuando Víctor Rosso y Leonardo Monti decidieron dejar de participar con la terminal japonesa de forma privada para ser los representantes oficiales de Renault Argentina en esta nueva etapa tras el retiro de Edgardo Fernández. Entonces pasó a llamarse Equipo Oficial Honda Petrobras y alistó entre sus filas a Gabriel Ponce de León y Ricardo Risatti III como pilotos de los Honda Civic IX. Ponce de León obtendría ese año el récord de Velocidad Final en el óvalo del Autódromo Ciudad de Rafaela a un promedio de 306,383 km/h, como parte de una prueba especial organizada por STC 2000 en dicho escenario. En Top Race V6 Agustín Canapino volvió a consagrarse campeón, por tercera vez, con su Mercedes-Benz Clase C.
En 2013 continuó representando a Honda, luego de sumar a Christian Ledesma y a Damián Fineschi para acompañar a Risatti, aunque sin Ponce de León. Al cabo de ese año la fábrica decidió retirar el apoyo, y por ello el Sportteam suspendió su participación en Súper TC 2000 al no llegar a un acuerdo con alguna otra compañía para estar presentes en 2014. La única alegría para el grupo fue una nueva corona con Canapino en TRV6, la cuarta de manera consecutiva para el arrecifeño, luego de una cuestionada definición ante José María López en la última fecha. 
2014 fue el año más exitoso: el team añadió una nueva presea a su lista de éxitos en TRV6, con Canapino al mando, y por primera vez se convirtió en el dominador absoluto del Top Race al también ser campeones con Guerra en la segunda divisional, logrando victorias en ambas tanto con Canapino como con Guerra y Coulleri. En TC 2000, Della Motta se coronó en una definición para el recuerdo con cuatro candidatos al título,  pese a contar con chances limitadas ante la resolución. Sin embargo sus rivales perdieron terreno por diversas circunstancias y el sanjuanino se quedó con el premio máximo. De esta manera, el Sportteam hizo historia una vez más al convertirse en el primer equipo del automovilismo argentino en alzarse con todos los campeonatos que disputó en una misma temporada.
De cara a la temporada 2015, el equipo reflotó su alianza con Renault Sport Argentina para convertirse en una de sus dos estructuras oficiales en Súper TC 2000. Christian Ledesma y Facundo Della Motta, fueron los elegidos para representar al Sportteam en su regreso a la categoría tras su partida a finales de 2013. Por otra parte, la escudería hexacampeona de TRV6 concretó la contratación de Norberto Fontana, Juan Bautista De Benedictis y Matías Rodríguez tras la decisión de Canapino de alejarse del equipo, elevando la cantidad total de autos alistados de uno a tres. Lucas Ariel Guerra lució el "1" de TR Series por espacio de tres fechas, para luego hacer su debut oficial en el escalafón mayor de Top Race al mando de un Ford Mondeo III. Por falta de resultados, Fontana pronto se marcharía del team, por lo que Facundo Ardusso oficializó su regreso a la serie con el equipo que lo vio debutar en ésta, tomando el Mercedes que quedó vacante en la quinta fecha del año. Matías Rodríguez logró clasificar a la instancia definitiva del certamen y se convirtió en el nuevo campeón de TRV6 tras imponerse sobre los pilotos del Midas Racing Team, Martín Ponte y Agustín Canapino, cortando al mismo tiempo la hegemonía de este último y sumando la séptima para el ST en forma consecutiva dentro de la categoría. 
En 2016 finalmente se produjo el retorno de Canapino al equipo que lo consagró como protagonista en el automovilismo argentino. Otros cambios importantes también tuvieron lugar para la estructura en su divisional de TR: a partir de este certamen pasaría a denominarse "MS Sportteam", siglas sumadas al nombre del equipo por el principal patrocinante de este, Martínez Sosa Asesores de Seguros. El número de autos presentados se redujo de cuatro a dos y Guerra se aseguró su lugar como compañero del arrecifeño, por lo tanto Matías Rodríguez como Juan Bautista De Benedictis y Facundo Ardusso no continuaron en la escudería. En Súper TC 2000 también hubo modificaciones: Emiliano Spataro abandonó el Renault LoJack Team para pasar al Renault Sportteam, sin dejar la marca, en reemplazo de Facundo Della Motta. Un tercer Fluence se sumó al desarrollo, que fue confiado a Germán Sirvent para su conducción luego de su auspiciosa actuación en los 200 km de La Pampa del año anterior.
En febrero de 2025, Polze anunció mediante redes sociales el cierre definitivo del equipo.

## Campeonatos logrados
| Top Race V6     | Top Race V6 | Top Race V6         | Top Race V6         | Top Race V6 |
| #               | Año         | Piloto              | Automóvil           |             |
| --------------- | ----------- | ------------------- | ------------------- | ----------- |
| 1               | 2010        | Guido Falaschi      | Ford Mondeo II      |             |
| 2               | 2010        | Agustín Canapino    | Mercedes-Benz C-203 |             |
| 3               | 2011        | Agustín Canapino    | Mercedes-Benz C-203 |             |
| 4               | 2012        | Agustín Canapino    | Mercedes-Benz C-204 |             |
| 5               | 2013        | Agustín Canapino    | Mercedes-Benz C-204 |             |
| 6               | 2014        | Agustín Canapino    | Mercedes-Benz C-204 |             |
| 7               | 2015        | Matías Rodríguez    | Mercedes-Benz C-204 |             |
| Top Race Series |             |                     |                     |             |
| #               | Año         | Piloto              | Automóvil           |             |
| 1               | 2014        | Lucas Ariel Guerra  | Fiat Linea Series   |             |
| TC 2000 (2012-) |             |                     |                     |             |
| #               | Año         | Piloto              | Automóvil           |             |
| 1               | 2014        | Facundo Della Motta | Honda Civic IX      |             |

## Pilotos que compitieron para Sportteam
- Guido Falaschi (primer campeón de la escudería)
- Agustín Canapino
- Emiliano Spataro
- Patricio Di Palma
- Esteban Tuero
- Martín Serrano
- Christian Ledesma
- Sebastián Diruscio
- Leandro Carducci
- José María López
- José Luis Di Palma
- Leonel Pernia
- Gabriel Ponce de León
- Gastón Mazzacane
- Julián Falivene
- Lucas Ariel Guerra
- Humberto Krujoski
- Marcos Di Palma
- Facundo Ardusso
- Ricardo Risatti III
- Damián Fineschi
- Martín Coulleri
- Facundo Della Motta
- Norberto Fontana
- Matías Rodríguez
- Juan Bautista De Benedictis
- Germán Sirvent
- Facundo Della Motta
- Manuel Mallo